# ムミア・アブ＝ジャマール

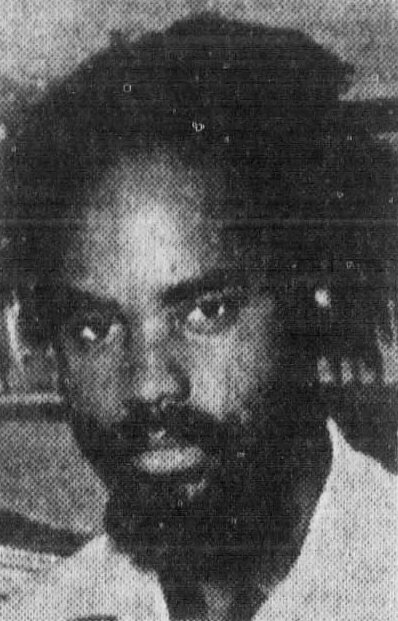
ムミア・アブ＝ジャマール

ムミア・アブ＝ジャマール（Mumia Abu-Jamal、1954年4月24日 - ）は、警察官を殺害したとして死刑判決を受けた政治運動家、ジャーナリスト。1982年よりペンシルベニア州の監獄に収監され死刑執行を待つ身であったが、2001年に連邦地方裁が死刑判決を破棄。しかし有罪判決自体は維持したため、アブ＝ジャマールは未だ無期限の保護監督下にある。
アブ＝ジャマールの免罪を訴える運動は、反グローバリゼーションや死刑廃止論など左派の人々および黒人民族主義者に広く支持されている。アブ＝ジャマールの支持者は、彼が10代の頃ブラックパンサー党の高官であったため、大衆に支持されている政治組織を擾乱し破壊することを目的としたFBIの極秘プログラム「コインテルプロ」のターゲットにされたのだと主張している。
2001年、アブ＝ジャマールはパリ市長ベルトラン・ドラノエにより最初のパリ市名誉市民の称号を与えられた。この称号は、基本的自由のための闘いを称えると同時に、称号授与者を保護することを目的とするものである。
アブ＝ジャマールが獄中で書いた手記の邦訳『死の影の谷間から（原題：Live from Death Row, 1995）』（今井恭平訳、現代人文社）が2001年に刊行された。